# Filip Berg
Filip Niclas Berg, född 2 oktober 1986 i Gustav Vasa församling i Stockholm, är en svensk skådespelare.

## Biografi
Berg, som har gått i Adolf Fredriks musikklasser, har spelat med i flera filmer och medverkat i enstaka avsnitt av TV-serier som Kommissionen, Lasermannen, Livet enligt Rosa och Höök. Fick sitt genombrott i ungdomsfilmen Hip hip hora!. 2007 spelade han i SVT:s dramasatsning Andra avenyn. Han hade huvudrollen i långfilmen Orion 2013. Berg har också skrivit manus till kortfilmen Göra slut om ett pars ambivalens inför ett separationsbeslut, där han själv medverkar.
Inför Guldbaggegalan 2016 nominerades han i kategorin Bästa manliga huvudroll för rollen i Odödliga.

## Filmografi
- 2003 – Vera med flera (TV-serie)
- 2003 – Ondskan
- 2004 – Hip hip hora!
- 2005 – Livet enligt Rosa (TV-serie)
- 2005 – Kommissionen (TV-serie)
- 2005 – Lasermannen (TV-serie)
- 2007 – Höök (TV-serie)
- 2007 – Andra avenyn (TV-serie)
- 2007 – Leende guldbruna ögon (TV-serie)
- 2010 – Puss
- 2011 – Solsidan (TV-serie)
- 2011 – Anno 1790 (TV-serie)
- 2011 – Mig älskar ingen
- 2012 – Two Little Boys
- 2012 – Den sista dokusåpan (TV-serie)
- 2012 – Arne Dahl: Ont blod
- 2013 – Studentfesten
- 2013 – Orion
- 2013 – Rosor, kyssar och döden
- 2013 – Barna Hedenhös uppfinner julen (TV-serie)
- 2014 – Stockholm Stories
- 2014 – Welcome to Sweden
- 2014–2015 – Blå ögon (TV-serie)
- 2014 – Viva Hate (TV-serie)
- 2015 – Beck – Rum 302
- 2015 – En man som heter Ove
- 2015 – Odödliga
- 2016 – Springfloden (TV-serie)
- 2016 – Svartsjön (TV-serie)
- 2017 – Syrror (TV-serie)
- 2018 – Svartsjön (TV-serie)
- 2018 – Lyckligare kan ingen vara
- 2019 – Finaste familjen (TV-serie)
- 2020–2024 – Bäckström (TV-serie)
- 2020 – Tjockare än vatten (TV-serie)
- 2020 – Berts dagbok
- 2020 – Gledelig jul
- 2020 – Rig 45 (TV-serie)
- 2021 – Huss (TV-serie)
- 2021 – Tills solen går upp
- 2021 – Sagan om Karl-Bertil Jonssons julafton
- 2021 – En hederlig jul med Knyckertz (TV-serie)
- 2021 – Tills solen går upp
- 2022 – Vi i villa (TV-serie)
- 2022 – Håkan Bråkan
- 2023 – En dag kommer allt det här bli ditt
- 2023–2024 – Familjen Andersson (TV-serie)
- 2024 – Strul
- 2024 – Whiskey on the Rocks (TV-serie)
- 2025 – 7 steg
- 2026 – The Storm